# دموع من الفولاذ
دموع من الفولاذهو فيلم كارتوني ثلاثي الأبعاد تم إنشاءه باستخدام برمجيات الحاسوب الرسومية ثلاثية الأبعاد الحُرة ذات المصدر مفتوح أنشأ في 26 سبتمبر 2012، مدة عرضه 12 دقيقة و 14 ثانية

## روابط خارجية
- دموع من الفولاذ على موقع IMDb (الإنجليزية)
- دموع من الفولاذ على موقع فيلمافينيتي (الإسبانية)
- دموع من الفولاذ على موقع قاعدة بيانات الفيلم (الإنجليزية)
- دموع من الفولاذ على موقع ليتربوكسد (الإنجليزية)
- دموع من الفولاذ على موقع كينوبويسك (الروسية)